# Naundorf bei Seyda
Naundorf bei Seyda is een plaats en voormalige gemeente in de Duitse deelstaat Saksen-Anhalt, en maakt deel uit van de Landkreis Wittenberg.
Naundorf bei Seyda telt 162 inwoners.